# Richmond (hrabstwo Walworth)
Richmond – miasto w Stanach Zjednoczonych, w stanie Wisconsin, w hrabstwie Walworth.